# サバンナ・リバー・サイト
サバンナ・リバー・サイトは、アメリカ合衆国サウスカロライナ州に存在する核施設。アメリカ合衆国エネルギー省と国家核安全保障局が所管する。

## 概要
1950年代に設置された核施設であり、冷戦時代には核兵器用プルトニウムの約1/3、トリチウムの全てを生産する核兵器製造の拠点施設の一つであった。冷戦後も研究開発は続けられ、原子力発電所用の濃縮ウランの処理、使用済み核燃料の保管、トリチウム製造を行っている。

## MOX燃料工場の頓挫と転用
2000年代には、施設内にプルサーマル用MOX燃料加工工場の建設が決まり、2010年には核軍縮により余剰となった核兵器1万7,000発相当のプルトニウムの処分も決定していたが、2015年に建設費用の高騰と運用コストの増大を理由として処理計画自体が頓挫。2018年、国家核安全保障局は、建設途上で放棄されていた施設をプルトニウム弾頭を製造する工場へ転用する方針を打ち出した。